# Lycaeides argyrocapelus
Lycaeides argyrocapelus är en fjärilsart som beskrevs av Johann Andreas Benignus Bergsträsser 1779. Lycaeides argyrocapelus ingår i släktet Lycaeides och familjen juvelvingar. Inga underarter finns listade i Catalogue of Life.